# 후지군

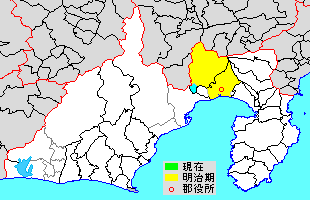
시즈오카현 후지군의 위치(하늘색: 후에 다른 군에서 편입된 구역)

후지군(富士郡)은 일본 시즈오카현(스루가국)에 있던 군이다.

## 군역
1879년 행정 구역으로 발족 당시의 군역은 현재의 행정 구역으로 대체로 아래 구역에 해당한다.
- 후지시의 대부분
- 후지노미야시의 대부분

## 역사
- 1879년 3월 12일 - 군구정촌 편제법이 시즈오카현에서 시행되면서, 행정 구역으로서의 후지군이 발족.

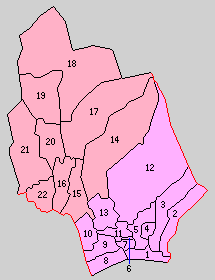
1.모토요시와라촌 2.스도촌 3.요시나가촌 4.하라다촌 5.이마이즈미촌 6.요시와라정 7.시마다촌 8.다고노우라촌 9.가지마촌 10.이와마쓰촌 11.덴보촌 12.오부치촌 13.다카오카촌 14.후지네촌 15.오미야정 16.도미오카촌 17.기타야마촌 18.가미이데촌 19.시라이토촌 20.우에노촌 21.유노촌 22.시바토미촌 (분홍:후지시 빨강:후지노미야시)

- 1889년 4월 1일 - 정촌제 시행으로, 아래의 정촌이 발족.(2정 20촌)
  - 모토요시와라촌(元吉原村): 현 후지시
  - 스도촌(須津村): 현 후지시
  - 요시나가촌(吉永村): 현 후지시
  - 하라다촌(原田村): 현 후지시
  - 이마이즈미촌(今泉村): 현 후지시
  - 요시와라정(吉原町): 현 후지시
  - 시마다촌(島田村): 현 후지시
  - 다고노우라촌(田子浦村): 현 후지시
  - 가지마촌(加島村): 현 후지시
  - 이와마쓰촌(岩松村) ← 松岡村［大部分］, 岩本村［大部分］, 松本村［一部］, 柚木村［一部］(: 현 후지시
  - 덴보촌(伝法村): 현 후지시
  - 오부치촌(大淵村) ← 中野村, 大淵村(: 현 후지시
  - 다카오카촌(鷹岡村): 현 후지시
  - 후지네촌(富士根村): 현 후지노미야시
  - 오미야정(大宮町): 현 후지노미야시
  - 도미오카촌(富丘村): 현 후지노미야시
  - 기타야마촌(北山村): 현 후지노미야시
  - 가미이데촌(上井出村): 현 후지노미야시
  - 시라이토촌(白糸村): 현 후지노미야시
  - 우에노촌(上野村): 현 후지노미야시
  - 유노촌(柚野村): 현 후지노미야시
  - 시바토미촌(芝富村): 현 후지노미야시
- 1929년 8월 1일 - 가지마촌이 정제 시행 후 개칭으로 후지정(富士町)이 됨.(3정 19촌)
- 1933년 1월 1일 - 다카오카촌이 정제 시행으로 다카오카정(鷹岡町)이 됨.(4정 18촌)
- 1940년 4월 1일 - 시마다촌이 요시와라정에 편입.(4정 17촌)
- 1941년 4월 3일 - 덴보촌이 요시와라정에 편입.(4정 16촌)
- 1942년
  - 6월 1일 - 오미야정·도미오카촌이 합병하여, 후지노미야시(富士宮市)가 발족, 군에서 이탈.(3정 15촌)
  - 6월 14일 - 요시와라정·이마이즈미촌이 합병하여, 새로이 요시와라정이 발족.(3정 14촌)
- 1948년 4월 1일 - 요시와라정이 시제 시행으로 요시와라시(吉原市)가 되어, 군에서 이탈.(2정 14촌)
- 1954년 3월 31일 - 후지정·다고노우라촌·이와마쓰촌이 합병하여, 후지시(富士市)가 발족, 군에서 이탈.(1정 12촌)
- 1955년
  - 2월 11일 - 모토요시와라촌·스도촌·요시나가촌·하라다촌이 요시와라시와 합병하여, 새로이 요시와라시가 발족, 군에서 이탈.(1정 8촌)
  - 4월 1일(1정 6촌)
    - 오부치촌이 요시와라시에 편입.
    - 후지네촌이 후지노미야시와 합병하여, 새로이 후지노미야시가 발족, 군에서 이탈.
- 1956년 9월 30일 - 시바토미촌이 이하라군 우쓰부사촌과 합병하여 후지군 도미하라촌(富原村)이 발족.(1정 6촌)
- 1957년 3월 31일 - 유노촌·도미하라촌이 합병하여, 시바카와정(芝川町)이 발족.(2정 4촌)
- 1958년 4월 1일 - 기타야마촌·가미이데촌·시라이토촌·우에노촌이 후지노미야시에 편입.(2정)
- 1966년 11월 1일 - 다카오카정이 후지시·요시와라시와 합병하여, 새로이 후지시가 발족, 군에서 이탈.(1정)
- 2010년 3월 23일 - 시바카와정이 후지노미야시에 편입. 이날 후지군은 소멸됨.

## 참고 문헌
- 《가도카와 일본 지명 대사전》 편집위원회, 편집. (1982년 10월 1일). 《가도카와 일본 지명 대사전》. 22 시즈오카현. 가도카와 쇼텐. ISBN 4040012208.